# Департамент досуга и культуры Гонконга
Департамент досуга и культуры Гонконга обеспечивает досуг и культурные мероприятия для жителей Гонконга, управляет объектами, такими как общественные бассейны и публичные библиотеки в Гонконге. Известный Культурный центр Гонконга и Гонконге Музей космонавтики также управляется департаментом. Оно было создано в 2000 году и его штаб-квартира находится в Шатине, Новые Территории.

## Музеи
- Дом-музей чайной посуды
- Кино-архив Гонконга
- Гонконгский музей культурного наследия
- Гонконгский музей искусств
- Гонконгский музей береговой обороны
- Гонконгский музей истории
- Гонконгский железнодорожный музей
- Гонконгский музей науки
- Гонконгский музей космонавтики
- Гонконг центр изящных искусств
- Музей народного творчества
- Музей гробниц